# Lundi matin
Ne doit pas être confondu avec Lundi matin (revue).
Pour plus de détails, voir Fiche technique et Distribution.
Lundi matin est un film français réalisé par Otar Iosseliani, sorti en 2002.

## Synopsis
Vivant sous le même toit que sa mère, son épouse et leurs deux fils, Vincent, ouvrier-soudeur vieillissant et peintre contrarié, las du train-train quotidien, s'offre un voyage impromptu en Italie, avec pour point de chute la demeure d'un ancien ami de son père mourant. Mais la réelle fraternité viendra d'une famille italienne très semblable à la sienne ... qui, de son côté, se révèle pleine de ressources.

## Fiche technique
- Titre : Lundi matin
- Réalisation : Otar Iosseliani
- Scénario : Otar Iosseliani
- Musique: Nicolas Zourabichvili
- Pays d'origine :  France
- Production: Marignac et Maurice Tinchant[1]
- Format : couleurs - Dolby - 35 mm
- Genre : comédie dramatique
- Durée : 120 minutes
- Date de sortie : 2002

## Distribution
- Jacques Bidou : Vincent
- Anne Kravz-Tarnavsky : la femme de Vincent
- Narda Blanchet : la mère de Vincent
- Radslav Kinski : le père de Vincent
- Dato Tarielachvili : Nicolas, l'aîné de Vincent
- Adrien Pachod : Gaston, le cadet de Vincent
- Pascal Chanal : Michel, le voisin
- Myriam Laidouni-Denis : la femme de Michel
- Laura-Kay Monnet : la fille de Michel
- Nicolas Ponthus : le fils de Michel
- Pierre Tricaud : le père de Michel
- Armand Chagot : le frère de Michel
- Jérémy Rochigneux : le curé
- Vincent Douhadji : le fermier
- Anne-Jacqueline Bousch : la bonne
- Anna Lamour-Flori : l'amie de Nicolas
- Stéphanie Braunschweig : La jeune fille du train

## Distinctions
- Ours d'argent du meilleur réalisateur et prix FIPRESCI à la Berlinale 2002.
- Nomination au Prix Louis-Delluc 2002[2],[3].